# Adolf Karlovský
Adolf Karlovský, celým jménem Adolf František Josef Karlovský (17. října 1922 Praha – 13. prosince 1995 Basilej) byl český skaut, za protektorátu účastník II. odboje (člen Zpravodajské brigády), v závěru druhé světové války bojovník u vinohradského rozhlasu v pražském květnovém povstání 1945 (válečný hrdina), absolvent Vojenské akademie v Hranicích (v letech 1946 až 1948 nižší důstojník generálního štábu československé armády), v 50. letech 20. století 9 let politický vězeň totalitního komunistického režimu, emigrant (v letech 1969 až 1995), kreslíř a světově známý heraldik.

## Život

### Rodinné zázemí

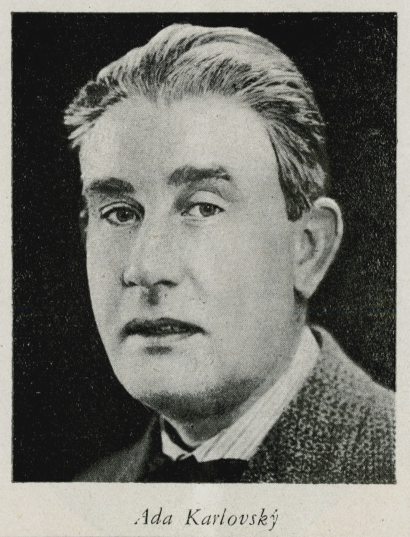
Otec Adolfa Karlovského – Adolf Netrefa vystupující pod uměleckým jménem Ada Karlovský

Adolf Karlovský se narodil 17. října 1922 v Praze (na Smíchově) do rodiny herce, operetního zpěváka a divadelní režiséra Ady Karlovského (1885–1946) a jeho manželky, která provozovala na Smíchově v domě Na Knížecí (dnes Ostrovského ulice číslo 4) módní salon. Jeho otec se původně jmenoval Adolf Netrefa, ale výnosem zemské politické správy v Praze (datovanému ke dni 3. listopadu 1921) mu bylo povoleno změnit si příjmení na Karlovský. Manželé Karlovští byli členy sboru Českobratrské církve evangelické na Smíchově a zastávali demokratické ideály prezidentů T. G. Masaryka a Edvarda Beneše.

### Druhá světová válka
V roce 1940 složil maturitní zkoušku na státní reálce v Praze a další vysokoškolské studium nemohl absolvovat, neboť v Protektorátu Čechy a Morava došlo 17. listopadu 1939 k uzavření vysokých škol. Od maturity až do konce druhé světové války (v letech 1940 až 1945) pracoval tedy jako účetní v krejčovském závodě. Adolf Karlovský byl zaníceným přívržencem skautingu, byl členem sboru Českobratrské církve evangelické na Smíchově, měl rád historii a plánoval se stát vojákem z povolání (důstojníkem).

### Zbojník

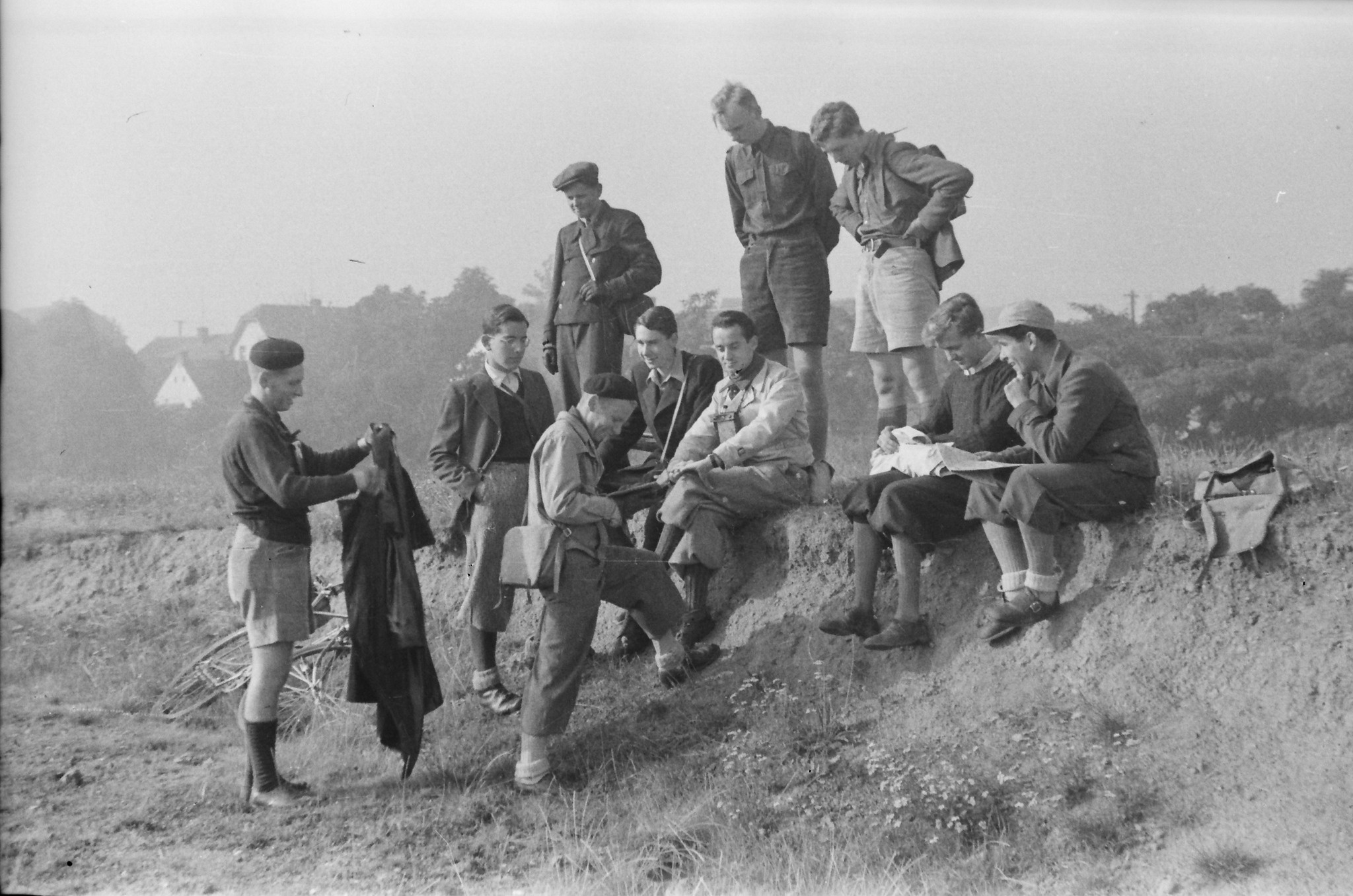
Část skautů z 5. vodního pražského oddílu, který se v roce 1940 stal jádrem ilegální protiněmecké odbojové skupiny Zbojník

Ke dni 28. října 1940 byla z nařízení K. H. Franka německými protektorátními úřady zakázána organizace Junák (a její majetek byl zkonfiskován, neboť se dle Němců jednalo o protiokupační nepřátelskou organizaci). Jako reakci na tuto skutečnost se skauti z pražského 5. vodního oddílu rozhodli v listopadu 1940 (tedy po oficiálním zákazu skautingu) založit protiněmeckou ilegální odbojovou skupinu nazvanou Zbojník (zkratka „ZB“). Jejími zakladateli byli osmnáctiletý Adolf Karlovský, Jaromír Klika (1919–2015) a Karel Rohlíček. ZB sdružovala většinou mladé skauty (věk kolem 15 let). Četař Jan Laštovka skauty ve věkovém rozpětí 14 až 17 let zasvětil do základů vojenského výcviku (orientace v terénu, průzkum, obranné techniky, útok, pohotovost k akcím).
K posílení členské základny Zbojníka došlo v letech 1941 až 1942 a v lednu 1943 se spojila s jinou mládežnickou odbojovou organizací – studentskou skupinou vedenou Veleslavem Wahlem. V pololetí 1943 čítala ZB cca 200 osob organizačně rozčleněných do 5 čet a záhy se napojila na Přípravný revoluční národní výbor (PRNV) a poté i na vojenskou ilegální odbojovou organizaci Obrana národa (ON).
Pod vlivem ON se ZB zaměřila výhradně na sběr a shromažďování zpravodajsky cenných informací. V polovině roku 1944 se velení ZB podařilo získat napojení na Radu tří (R3), pro kterou nadále členové ZB plnili úkoly zpravodajského charakteru.

### Zpravodajská brigáda
Na návrh R3 byl původní název Zbojník změněn v roce 1944 na Zpravodajskou brigádu (zkratka „ZB“). ZB (ať již jako Zbojník nebo Zpravodajská brigáda) působila během německé okupace Čech, Moravy a Slezska v Praze a okolí v letech 1940 až 1945. Ke konci druhé světové války se ZB sloučila s dalšími odbojovými organizacemi, vznikly prapory ZB (na pražských barikádách během pražského květnového povstání 1945 bojovaly celkem 3 aktivní prapory ZB). Zvláštní složení měl I. prapor ZB tvořený původními členy ZB a jako jediný z praporů ZB byl členěn po vojenském způsobu na roty, čety a družstva. Adolf Karlovský byl velitelem tohoto I. praporu, neboť během svého působení v ilegální organizaci ZB byl jemu (ale i dalším členům ZB) poskytnut utajený vojenský výcvik. Zpravodajské informace získané rozsáhlou činností členů ZB na území Prahy a okolí byly předávány do zahraničí (většinou radiotelegraficky vysílačkami z Velké Británie vysazených paradesantních skupin operujících na teritoriu protektorátu). ZB se během své existence stala elitní vojenskou a zpravodajskou odbojovou organizací. Počátkem roku 1945 měla na 2 000 členů a byla rozhodující vojenskou složkou České národní rady (ČNR).

### Pražské květnové povstání
V den vypuknutí Pražského povstání (5. května 1945) byla Zpravodajská brigáda (ZB) nasazena (po jednotlivých četách) do pouličních ostrých bojů s Němci během nichž postupně její členové získávali tolik nedostatkové lehké ruční i těžší (protitankové) zbraně. (Během bojů v Pražském povstání padlo 108 příslušníků ZB.) Do bojů v průběhu pražského květnového povstání se Adolf Karlovský zapojil náležitě vyzbrojen a s mladickou vervou svých 22 let: na hlavě jej chránila britská přílba (tu získal v německém kabaretu výměnou za láhev tvrdého alkoholu) a oblečen byl v kopii anglického battledressu (ten byl ušit tajně v krejčovském módním salonu jeho matky). Osobně zasáhl on a jeho spolubojovníci do bojů o budovu českého rozhlasu na Vinohradech a o nedalekou školu Na Smetance, která byla obsazena ozbrojenými Němci.
Dne 5. května 1945 dostal Adolf Karlovský rozkaz, aby jako velitel dovedl svoji rotu do kasáren Jiřího z Poděbrad (dnes – rok 2025 – je v místě těchto zrušených kasáren multifunkční komplex Palladium). Následující rozkaz jej nasměroval (spolu s mužstvem) do prostoru vinohradského českého rozhlasu. Během cesty se jeho jednotce podařilo odzbrojit vojenský lazaret ve škole v Kateřinské ulici a část tam získaných zbraní posloužila k dozbrojení jemu podřízených mužů, část přenechal povstaleckým dobrovolníkům na ulici. Během bojů u objektu českého rozhlasu působil Karlovský vně budovy.
Průčelí dnešní (rok 2025) základní a mateřské školy Na Smetance (na adrese: Na Smetance 505/1, 12000 Praha 2 – Vinohrady) je svojí střední částí situováno na vyvýšeném místě tak, že umožňuje přímý výhled (a palbu) do Balbínovy ulice. V květnu 1945 byla dnes jednolitá Balbínova ulice rozdělena do dvou ulic: Sladkovského a Balbínovy. V objektu školní budovy Na Smetance sídlili 5. května 1945 ozbrojení Němci a Sladkovského ulice jimi byla ostřelována kulomety. Karlovský byl večer s několika muži vyslán do rohového domu ve Sladkovského ulici do míst, kde se nacházelo dřevěné lešení (v únoru 1945 tam dopadla bomba). Tam byl ve večerních hodinách v boji na krátkou vzdálenost zasažen německou tříštivou střelou dum–dum do hlavy. Projektil prorazil přilbu a způsobil Karlovskému závažné zranění. Štábní kapitán dělostřelectva v záloze Ing. arch. Václav Kopecký vydal povstalcům rozkaz k zastavení palby, aby Karlovskému mohla být poskytnuta lékařská pomoc. Z Vinohradské třídy (tehdy Stalinovy třídy) pro něj přišli s nosítky a s vlajkou s červeným křížem. Němci v objektu školy Na Smetance zastavili rovněž palbu a to po dobu nutnou k transportu raněného Karlovského. Střelbu ale nezastavil jeden německý snajper, který byl následně sestřelen čerstvě osvobozeným politickým vězněm z Pankráce (ten bojoval na straně pražských povstalců ještě v trestaneckém oblečení). Karlovský jako zázrakem těžké zranění a odsun z místa pouličních bojů přežil, byl operován na klinice profesora MUDr. Přecechtěla na Karlově a po řadě operací byl v srpnu 1945 z nemocniční péče propuštěn.

### Po druhé světové válce

#### Studia a začátky v armádě
Do 2. ročníku Vojenské akademie v Hranicích byl Adolf Karlovský přijat v říjnu 1945. Po úspěšném skončení studia se stal vojákem z povolání, získal hodnost poručíka pěchoty a následně sloužil převážně v Praze (mimo jiné i na generálním štábu). V Praze na Filozofické fakultě Univerzity Karlovy stačil absolvovat dva semestry historie jako mimořádný posluchač. Počátkem roku 1948 vykonával funkci pobočníka československého atašé v Paříži.

#### Politickým vězněm
Události února 1948 v Československu a nastolení komunistické diktatury ovlivnilo životní osudy nejen Adolfa Karlovského. Jeho slibně se rozvíjející krátká vojenská kariera (v letech 1945 až 1948) byla 3. září 1948 ukončena jeho nenadálým zatčením vojenskou kontrarozvědkou pro podezření ze špionáže ve prospěch cizí mocnosti. (Ve skutečnosti se jednalo o to, že jeho snoubenkou byla žena nizozemského původu Inge de Kock.) Po 6 měsíců trvající vazbě byl ve vykonstruovaném soudním procesu na jaře (v březnu nebo v dubnu) 1949 komunistickým režimem odsouzen za zradu k trestu smrti. Vzhledem k jeho zásluhám za druhé světové války mu byl vyměřený trest smrti změněn na 25 let žaláře, později zmírněném na 14 let. Podmínečně byl propuštěn 17. července 1957 poté, co jeho někdejší vyšetřovatelé a soudci byli sami komunistickým soukolím souzeni. Karlovský se musel živit manuální prací (skladník v plynárně, instalatér, dřevořezbář a zedník) a ve svém volném čase se věnoval studiu heraldiky. Za 4 roky poté (v roce 1961) byl znovu zatčen, protože se stýkal s bývalými skauty. Následoval další soud a trest odnětí svobody na 15 měsíců. Definitivně byl Karlovský propuštěn na svobodu až při všeobecné amnestii v květnu 1962. Celková výše trestu mu tedy byla 3x snížena a z konečných 14 let si odseděl plných 9 let.

#### Srpen 1968
Adolf Karlovský se během Pražského jara 1968 politicky angažoval. Po invazi armád Varšavské smlouvy do Československa 21. srpna 1968 a následnému politickému vývoji v zemi se oprávněně obával dalších represivních kroků komunistického režimu proti své osobě a v srpnu 1969 (nebo září 1969) odešel do emigrace do Švýcarska.

### Heraldika
Kladný vztah Adolfa Karlovského k historii se projevil tím, že ve svém volném čase v 60. letech 20. století publikoval drobné statě z heraldiky. V letech 1965 až 1968 sepsal více než 200 krátkých populárně vědeckých pojednání o různých znacích. Těmto textům se říkalo Heraldická okénka a byla vysílána v československém rozhlase v pořadu Kolotoč. V roce 1966 vydala československá společnost přátel drobné plastiky útlou třicetistránkovou Karlovského knihu Základy heraldiky. Karlovský je autorem několika genealogicko-heraldických studií. Svoje texty z oboru publikoval převážně v Erbovních sešitech a později také v periodiku Heraldická ročenka. Svoje studie ale publikoval i mimo tyto odborné časopisy a to hlavně v souvislosti se společenskou diskusí a se svým návrhem nového státního znaku pro federativní ČSSR (v letech 1990 až 1992). A byl to právě Adolf Karlovský, kdo stál u vzniku Heraldické sekce Klubu vojenské historie při Vojenském historickém muzeu. Není proto překvapením, že byl i prvním předsedou této Heraldické sekce, která vydávala Erbovní sešity od roku 1968 až do roku 1971, kdy ji komunisté zrušili (v rámci normalizačního procesu). Heraldická sekce byla (jakožto pobočka nazývaná stručně Heraldika) nakonec 10. května 1974 ustavena coby Heraldický klub České numismatické společnosti a obnovila vydávání Heraldických ročenek.
Adolf Karlovský byl také zručný kreslíř, který zpočátku v Praze prošel výukou kresby a znakové tvorby u malíře a heraldika Vojtěcha Jaromíra Pelikána (* 11. února 1905 České Budějovice – 1. října 1997 Mělník). Některým svým grafickým pracím dával Karlovský formu Ex libris. Do roku 1966 Karlovský vytvořil více než 40 heraldických exlibris a to většinou za použití technologií: zinkografie a barevná autotypie.
Svoje práce otiskované v Heraldické ročence podepisoval na konci textů značkami: „-akar“ nebo „-afjk“) Po své emigraci do Švýcarska redakce Heraldických ročenek dále otiskovala Karlovského kresby, ale nesměla oficiálně uvádět mezi autory jeho jméno. Proto byly jeho příspěvky označovány jako „z archivu pobočky“ nebo „statě převzaté, přeložené a upravené ze zahraničního tisku“.
Ve švýcarském exilu se Karlovský usadil v Basileji, začal se heraldice věnovat jako svému svobodnému povolání a velmi brzy se stal korespondenčním členem významných evropských i zámořských (amerických) heraldických společností. Hlavní těžiště jeho činnosti tkvělo v práci nezávislého heraldického a genealogického experta (vypracovával různá znaková dobrozdání anebo přímo nové znaky tvořil, a to nejen ideově, ale i kresebně). (Postupně se stal světově známým heraldikem a historikem.) Mimořádně aktivně spolupracoval s československými exilovými organizacemi a exilovým tiskem. Situaci měl usnadněnu mimo jiné i svou předchozí znalostí cizích jazyků (angličtina, francouzština, němčina, italština a nizozemština). Působil jako herold Českého velkopřevorství vojenského a špitálního řádu rytířů svatého Lazara Jeruzalémského v době, kdy toto velkopřevorství existovalo v exilu. Spolupracoval též na vydání reprezentativní publikace tohoto řádu. Také se podílel na vydávání „The Armorial Who is Who“ (Rejstřík aktuálně užívaných erbovních znamení se jmény a adresami jejich nositelů a oprávněními k jejich užívání). Publikoval v evropských i zámořských časopisech a to také v těch exilových.
Adolf Karlovský na sebe upozornil například tím, že objevil historické záznamy o znaku (erbu rodu) rodiny tehdejšího guvernéra San Francisca, pozdějšího prezidenta USA Ronalda Reagana. Tento erb pak Adolf Karlovský zakreslil a byl umístěn na Reaganově ranči. Za svého života dosáhl Karlovský dvou významných členství: stal se mimořádným členem Mezinárodní heraldické akademie (Académie Internationale d´Heraldique) se sídlem v Ženevě a Kanadské heraldické společnosti.

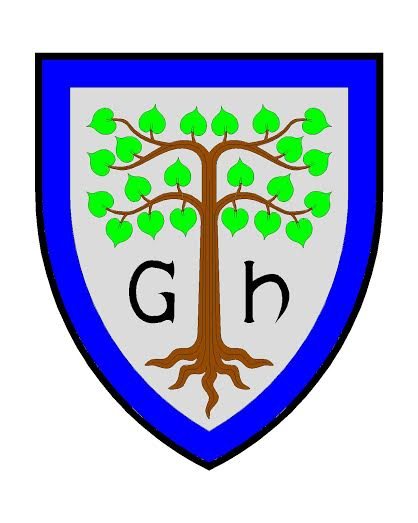
Znak a logo České genealogické a heraldické společnosti v Praze
Erb Ronalda Reagana; Motto: Facta non verba (Skutky, ne slova)
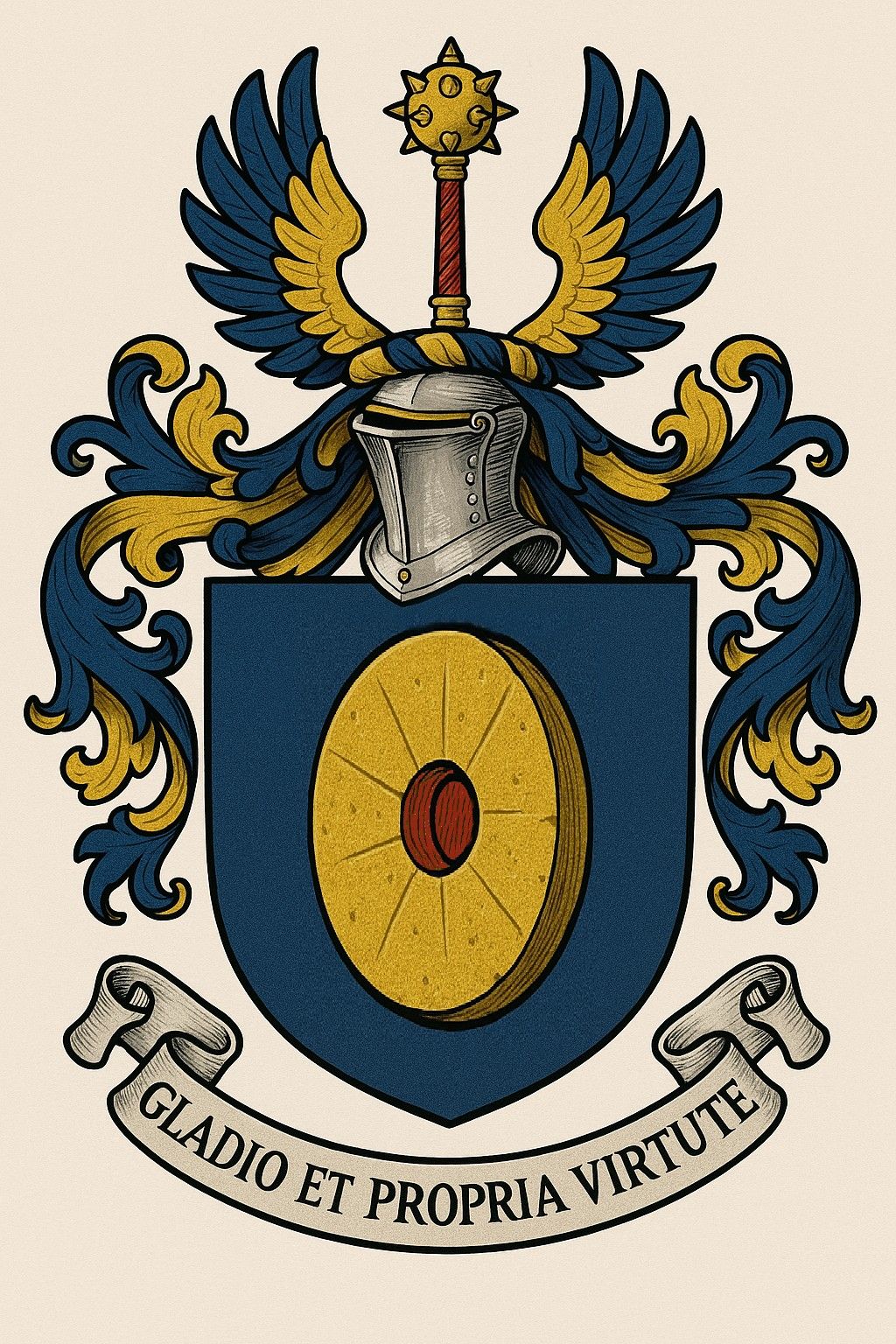
Přibližný rodinný erb heraldika Adolfa Karlovského, Motto: Gladio at propria virtute (Mečem a vlastní ctností)

### Po sametové revoluci
Po sametové revoluci v Československu (po 17. listopadu 1989) byl Adolf Karlovský v roce 1991 plně rehabilitován. V letech 1990 až 1995 vykonával funkci korespondenčního člena Historického spolku Schwarzenberg v Českých Budějovicích. Adolf Karlovský zemřel ve švýcarské Basileji 13. prosince 1995. Při ukládání jeho tělesných ostatků na pražských Olšanských hřbitovech (v únoru 1996) uctili jeho památku účastníci druhého a třetího odboje a zástupci politických vězňů. Zemřel muž, který celým svým životem naplňoval heslo vetknuté do jeho rodinného erbu: „Gladio et propria virtute“ (Mečem a vlastní ctností).
V modrém štítě zlatý žernov s červenou kypřicí. Na přilbě s modro zlatými krydly dvě modrá křídla se zlatým břevnem, mezi nimiž je zlatá válečná palice (palcát) s červenou násadou. Devíza: GLADIO ET PROPRIA VIRTUTE (Mečem a vlastní ctností).
Popis osobního znaku Adolfa Karlovského, 

Rodinný hrob na Olšanských hřbitovech v Praze
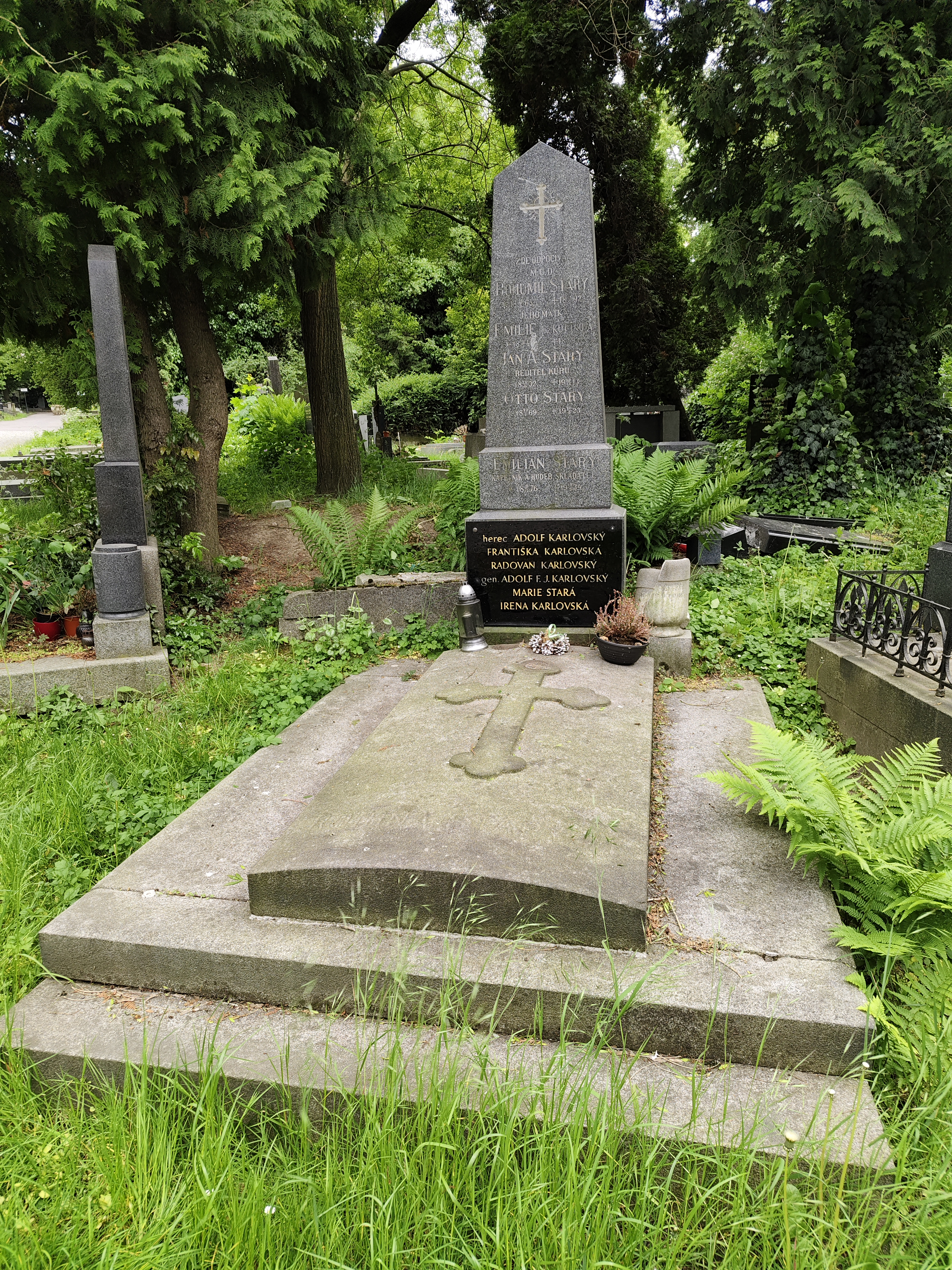
Celkový pohled
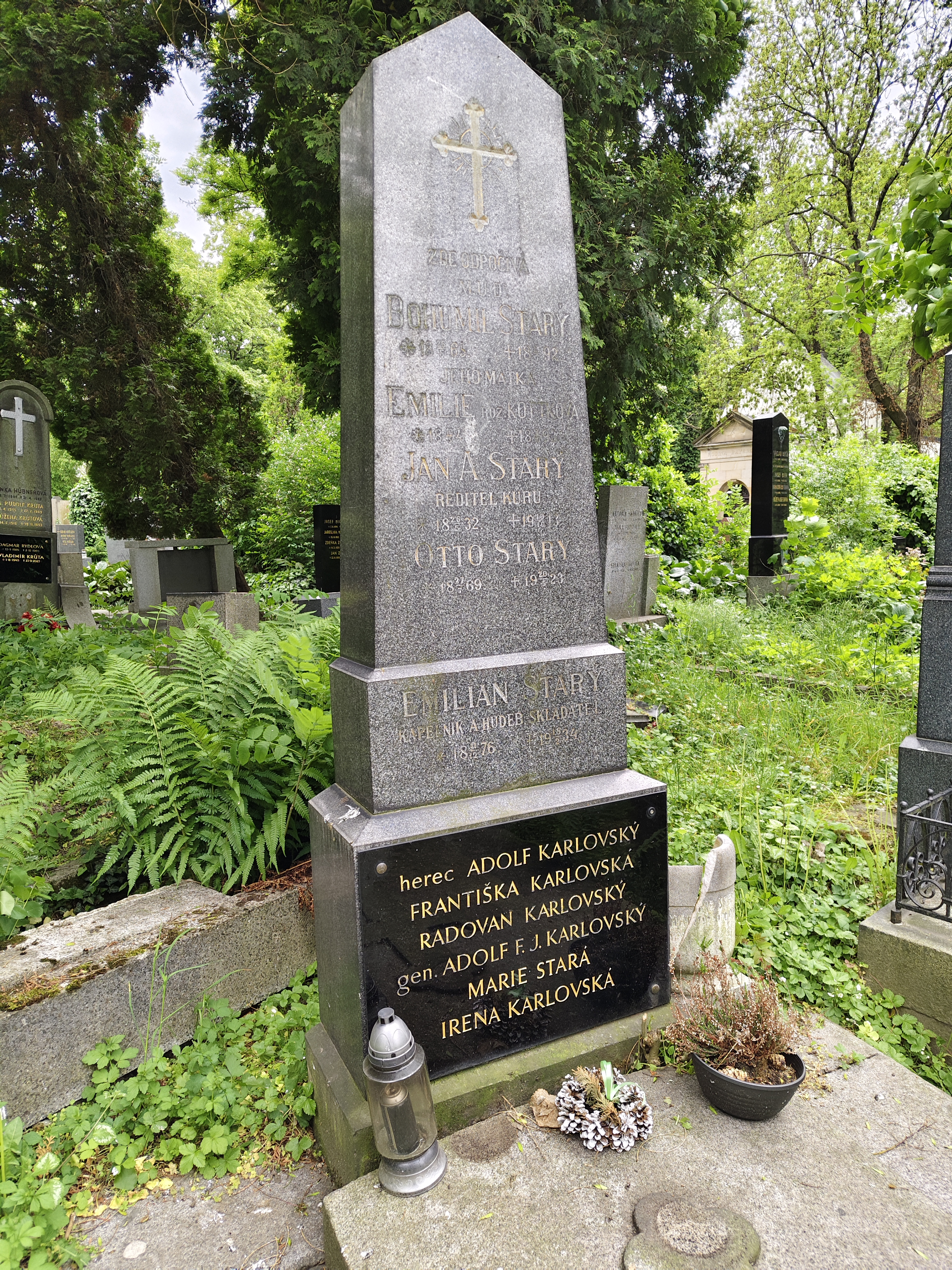
Detail náhrobku
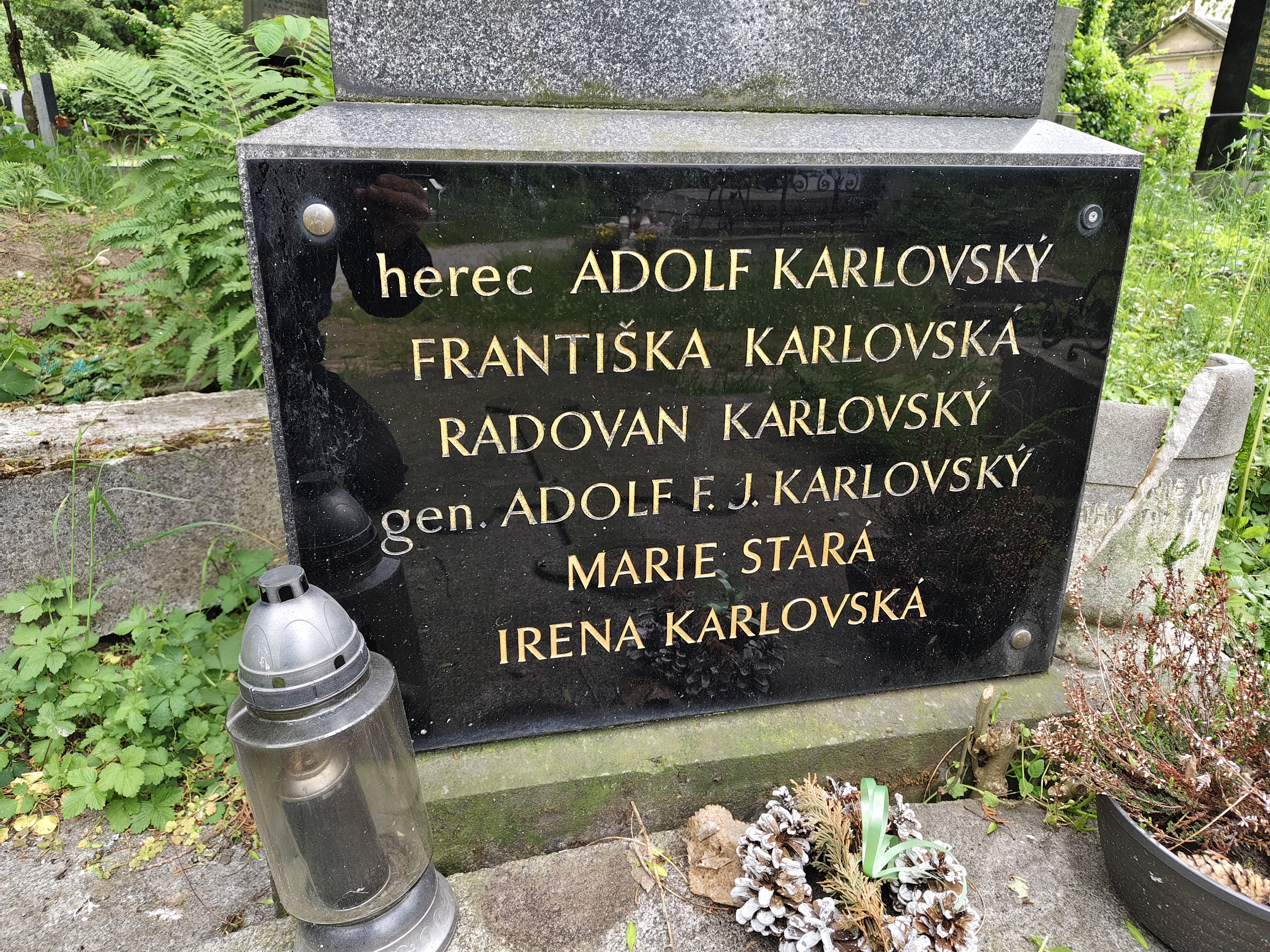
Detail spodní části desky se jmény otce a syna

## Vznamenání
- Československý válečný kříž 1939;[10][9][7][16][12][15] Toto vyznamenání mu bylo v rámci rehabilitace po roce 1991 vráceno.[12]
- Hvězda československého partyzána;[9]
- Kříž národní střelecké gardy „Za věrné služby 1938“;[16][9]
- Junácký kříž „Za vlast“ 1939–1945;[9]
- Československá medaile za zásluhy I. stupně;[9][7][16][15]
- Medaile Pražského povstání (udělena v květnu 1995);[7][15]
- Medaile Boje o rozhlas (udělena v květnu 1995);[7][15]
- Medaile ministra obrany České republiky (udělena v květnu 1995);[7][15]
- Řád znovuzrozeného Polska (Řád Polonia Restituta);[7][15]
- Vojenský řád svatého Lazara (Ordre Militaire de St. Lazare);[7][15][4]
- Vojenský řád svobody (Ordine Militare della Liberta);[7][15]
- Kříž „Mérite Philantropique“ (Dobročinné zásluhy);[7][15]
- Povýšení do hodnosti plukovníka (po roce 1991 v rámci rehabilitace);[12][9]
- Povýšení do hodnosti generálmajor ve výslužbě (v květnu 1995, prezident Václav Havel);[7][15][10]

## Publikační činnost (výběr)
- Karlovský, Adolf F. J. Základy heraldiky. Praha: Československá společnost přátel drobné plastiky, 1966. 32 stran;
- O moderní české heraldice. Erbovní sešit 1, srpen 1968;
- Modřany – sedmnácté město pražské a jeho znak. Erbovní sešit 1, srpen 1968;
- Zemřel heraldik Hans Lengweiler. Erbovní sešit 2, květen 1969;
- Vídeňský heraldický kongres 1970. Erbovní sešit 8, prosinec 1970;
- Pirát rytířem, nebo rytíř pirátem? Sir Francis Drake. Erbovní sešit 9, březen 1971;
- K nobilitaci Čenských z Činova. Heraldická ročenka, Praha 1980;
- Pirát rytířem, nebo rytíř pirátem?, Rodopisná revue, 2003. [12]